# Мостовенко, Павел Николаевич
Па́вел Никола́евич Мостове́нко (партийный псевдоним Нижегородец; 10 мая 1881, Пермская губерния — 15 марта 1938, Москва) — марксист, большевик, советский партийный и государственный деятель, дипломат. Ректор МВТУ в 1927—1930 годах.

## Биография

### Ранние годы. Начало партийной работы
Родился в деревне Большая Орда Осинского уезда (Пермская губерния) в дворянской семье лесничего. Окончил Казанскую гимназию в 1899 году. Затем учился в Лесном институте и в Военно-медицинской академии в Санкт-Петербурге, откуда был исключён «за неблагонадёжность». В итоге, в 1916 году он стал выпускником Петербургского политехнического института. По сведениям НКВД высшее образование он не завершил.
В 1899 году вступил в «Союз борьбы за освобождение рабочего класса» в Санкт-Петербурге. Два года спустя, в 1901 году, стал членом на тот момент единой РСДРП и тогда же впервые был арестован. Был выслан царским судом в Пермь. После раскола РСДРП примкнул к большевикам.
С 1903 по 1917 год был членом Тверского, Нижегородского, Северного и Московского комитетов РСДРП и неоднократно арестовывался. В 1905 году он отбывал ссылку в Твери «под надзором полиции», продолжая «поднимать пролетариев на борьбу»: стал инициатором создания (и председателем) Тверского Совета рабочих депутатов и Новинского Совета крестьянских депутатов.
В том же году, являясь ответственным организатором Благуше-Лефортовского революционного района Москвы, участвовал в работе I-й Таммерсфорской конференции РСДРП в Финляндии как делегат от Тверской парторганизации. В 1907 году он стал делегатом от тверских коммунистов на V-м съезде РСДРП.

### Военный и революционный период
Во время Первой мировой войны Мостовенко был призван в Русскую императорскую армию, где он прослужил до 1917 года. Встречается также утверждение, что П. Н. Мостовенко «ни дня не служил в царской армии».
В 1917 году избрался делегатом VI-го съезда РСДРП(б) и Всероссийского Учредительного собрания от Румынского фронта по списку № 6 (большевики). Он также стал членом Петросовета и представителем Петроградского исполкома на Румынском фронте.
В октябре—декабре 1917 года — председатель Московского Совета солдатских депутатов и председатель Рогожской районной думы. Он также вошёл заместителем в расширенный состав Московского военно-революционного комитета: был одним из организаторов и руководителей Октябрьского вооружённого восстания в Москве.

### Украина и Башкирия
В 1918 году был направлен на подпольную работу на Украину для организации сопротивления австро-германским оккупационным войскам «и буржуазно-националистическим силам». В 1919 году стал одним из организаторов Башкирской республики, уполномоченным ВЦИК и ЦК РКП(б) по организации Башкирской АССР. Кроме того он был избран секретарём Уфимского губкома РКП(б).
В июне 1919 года был назначен членом коллегии Народного комиссариата путей сообщения РСФСР, а в июле — членом Всероссийской комиссии по ремонту транспорта. С июля 1920 года он был членом Президиума ЦИК Башкирской АССР.

### Литва, Чехословакия и Германия
В 1921—1922 годах находился на дипломатической работе: был полпредом РСФСР в Литве, а с мая 1922 года дипломатическим представителем в Чехословакии (первым после установления дипломатических отношений). Будучи в Чехословакии, он одновременно возглавлял нелегальную деятельность по линии Коминтерна в Германии во время революционных событий в октябре 1923 года.

### Работа в СССР
После возвращения в СССР в 1924 году стал уполномоченным ВСНХ СССР в Берлине.
С 1925 по 1927 год занимал пост директора только что организованной Промакадемии и, одновременно, был членом Северо-Западного бюро ЦК ВКП(б).
С 1927 по 1930 год являлся ректором МВТУ.
В 1932—1934 годах занимал должность председателя Высшей аттестационной комиссии Народного комиссариата тяжёлой промышленности (НКТП) СССР. С 1934 по декабрь 1937 года он являлся директором Высших академических курсов НКТП СССР.
10 декабря 1937 года, проживая на улице Петровка в Москве, Мостовенко был арестован по обвинению в «шпионаже и участии в антисоветской троцкистской организации». 15 марта 1938 года он был приговорён Военной коллегией Верховного Суда СССР к расстрелу по 58-й статье (пункты 6, 7, 10 и 11). Расстрелян в тот же день (или 18 апреля 1939 года).
Реабилитирован определением Военной коллегии Верховного Суда СССР от 28 мая 1955 года.

## Память
В Доме-музее первого в России Совета крестьянских депутатов, созданного в 1905 году в селе Новинки Калининского района (Тверская область), есть экспозиция, посвящённая Павлу Мостовенко.

## Мнение современников
Как пишет его товарищ, наблюдавший П. Н. Мостовенко в Твери в 1905 году, 
Павел сразу стал любимцем рабочей массы, выступая на митингах и демонстрациях.

По донесению полиции П. Н. Мостовенко был
Неисправим по поведению. Очень грубый и дерзкий, злой пропагандист и опасный революционер.

## Семья[5]
Первая жена — Ревекка Менасьевна Гальперина (1902, Единцы — 1976, Москва) — переводчица художественной литературы (Э. По «Убийство на улице Морг»), дочь писателя Менаше Галперна. Двое детей:
- Александр (1921—1942, погиб на фронте).
- Наталья (1925—2003), была замужем за философом Г. П. Щедровицким и, впоследствии, за литератором Д. С. Даниным.

Вторая жена — Зоя Семёновна Бажина (1900–1990) (сестра жены мецената Н. В. Мешкова). Сын:
- Павел (1935?)[10].

Похоронен на Введенском кладбище вместе с З. С. Бажиной, её сестрой Е. С. Бажиной, её мужем  Н. В. Мешковым.